# In Your Room (caja de Yazoo)
In Your Room fue lanzado en 2008, en formato boxset conteniendo toda la discografía oficial más algunas rarezas de Yazoo, la banda conformada por Vince Clarke y Alison Moyet.

In Your Room extrajo 2 EP: Nobody's Diary EP y Reconnected EP.

## Lista de temas
| Disco 1 (CD): Upstairs at Eric's (Remasterizado) |                                   |              |          |  |
| N.º                                              | Título                            | Escritor(es) | Duración |  |
| 1.                                               | «Don't Go»                        | Vince Clarke |          |  |
| 2.                                               | «Too Pieces»                      | Vince Clarke |          |  |
| 3.                                               | «Bad Connection»                  | Vince Clarke |          |  |
| 4.                                               | «I Before E Except After C»       | Vince Clarke |          |  |
| 5.                                               | «Midnight»                        | Alison Moyet |          |  |
| 6.                                               | «In My Room»                      | Vince Clarke |          |  |
| 7.                                               | «Only You»                        | Vince Clarke |          |  |
| 8.                                               | «Goodbye 70's»                    | Alison Moyet |          |  |
| 9.                                               | «Tuesday»                         | Vince Clarke |          |  |
| 10.                                              | «Winter Kills»                    | Alison Moyet |          |  |
| 11.                                              | «Bring Your Love Down (Didn't I)» | Alison Moyet |          |  |

| Disco 2 (CD): You And Me Both (Remasterizado) |                       |              |          |  |
| N.º                                           | Título                | Escritor(es) | Duración |  |
| 1.                                            | «Nobody's Diary»      | Alison Moyet |          |  |
| 2.                                            | «Softly Over»         | Vince Clarke |          |  |
| 3.                                            | «Sweet Thing»         | Alison Moyet |          |  |
| 4.                                            | «Mr. Blue»            | Vince Clarke |          |  |
| 5.                                            | «Good Times»          | Alison Moyet |          |  |
| 6.                                            | «Walk Away from Love» | Vince Clarke |          |  |
| 7.                                            | «Ode to Boy»          | Alison Moyet |          |  |
| 8.                                            | «Unmarked»            | Vince Clarke |          |  |
| 9.                                            | «Anyone»              | Alison Moyet |          |  |
| 10.                                           | «Happy People»        | Vince Clarke |          |  |
| 11.                                           | «And On»              | Alison Moyet |          |  |

| Disco 3 (CD): Lados B y Remezclas |                                                      |                |          |  |
| N.º                               | Título                                               | Escritor(es)   | Duración |  |
| 1.                                | «Situation»                                          | (Clarke/Moyet) | 2:24     |  |
| 2.                                | «Situation» (Extended Version)                       | (Clarke/Moyet) | 5:20     |  |
| 3.                                | «Don't Go» (Re-Mix)                                  | Vince Clarke   | 4:07     |  |
| 4.                                | «Don't Go» (Re-Re-Mix)                               | Vince Clarke   | 4:20     |  |
| 5.                                | «Situation» (US 12" Mix)                             | (Clarke/Moyet) | 5:45     |  |
| 6.                                | «Situation» (Original US Dub)                        | (Clarke/Moyet) | 5:47     |  |
| 7.                                | «The Other Side Of Love»                             | (Clarke/Moyet) | 3:05     |  |
| 8.                                | «The Other Side Of Love» (Re-Mixed Extended Version) | (Clarke/Moyet) | 5:24     |  |
| 9.                                | «State Farm»                                         | (Clarke/Moyet) | 3:36     |  |
| 10.                               | «Nobody's Diary» (Extended Version)                  | Alison Moyet   | 6:09     |  |
| 11.                               | «State Farm» (Extended Version)                      | (Clarke/Moyet) | 6:38     |  |
| 12.                               | «Situation» (Re-Recorded Remix)                      | (Clarke/Moyet) | 7:32     |  |

### Disco 4 (DVD)
1. "2 albums, 4 singles and that was it..." Un cortometraje con nuevas entrevistas a Vince Clarke y Alison Moyet y exclusivo material extra.
2. Don't Go (Promotional Video)
3. The Other Side Of Love (Promotional Video)
4. Nobody's Diary (Promotional Video)
5. Situation (1990) (Promotional Video)
6. Situation - Alternative Version (1990) (Promotional Video)
7. Only You (1999) (Promotional Video)
8. Only You (Top Of The Pops) 29 Apr 1982
9. Only You (Cheggers Plays Pop) 24 May 1982
10. Don't Go (Top Of The Pops) 15 Jul 1982
11. Don't Go (Saturday Live) 24 Jul 1982
12. Don't Go (Top Of The Pops) 12 Aug 1982
13. The Other Side Of Love (Top Of The Pops) 25 Nov 1982
14. The Other Side Of Love (Top Of The Pops) 09 Dec 1982
15. Nobody's Diary (Top Of The Pops) 19 May 1983
16. Nobody's Diary (Top Of The Pops) 02 Jun 1983
17. Upstairs At Erics (5:1 And Stereo Mixes)
18. You and Me Both (5:1 And Stereo Mixes)[3]

## Datos extras
La realización de este boxset, sirvió como preparativo para la gira reencuentro de Yazoo tras 25 años de ausencia de los escenarios. Este compilado alcanzó el puesto 193 del ranking británico.